# 道端進
道端 進（みちはた すすむ、1930年5月25日 - 2022年8月3日）は、日本の経営者。京都中央信用金庫理事長を務めた。

## 経歴・人物
石川県出身。1953年に立命館大学経済学部を卒業し、1954年に京都中央信用金庫に入社した。1969年に理事に就任し、1972年に常務、1979年に専務、1997年に副理事長を経て、1989年5月に理事長に就任。2002年6月には会長に就任。
1996年10月に黄綬褒章を受章。
2022年8月3日に心筋梗塞のために死去。92歳没。